# Auberive
Auberive é uma comuna francesa na região administrativa de Grande Leste, no departamento de Haute-Marne. Estende-se por uma área de 70,64 km². Em 2010 a comuna tinha 162 habitantes (densidade: 2,3 hab./km²).